# Earias semifascia
Earias semifascia är en fjärilsart som beskrevs av W. Warren 1913. Earias semifascia ingår i släktet Earias och familjen trågspinnare. Inga underarter finns listade i Catalogue of Life.